# Christoph von Schmid

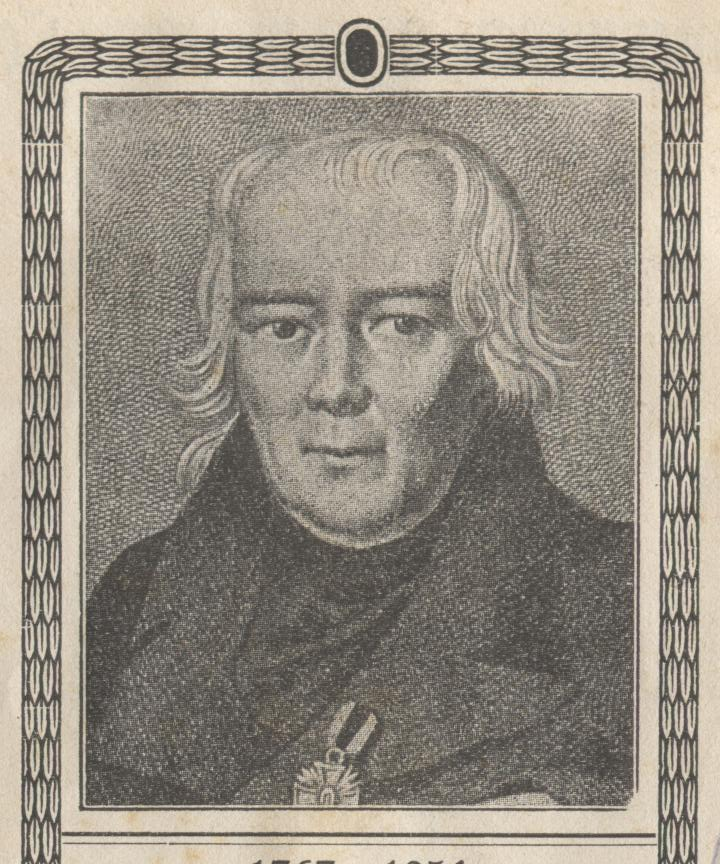
Christoph von Schmid, um 1825

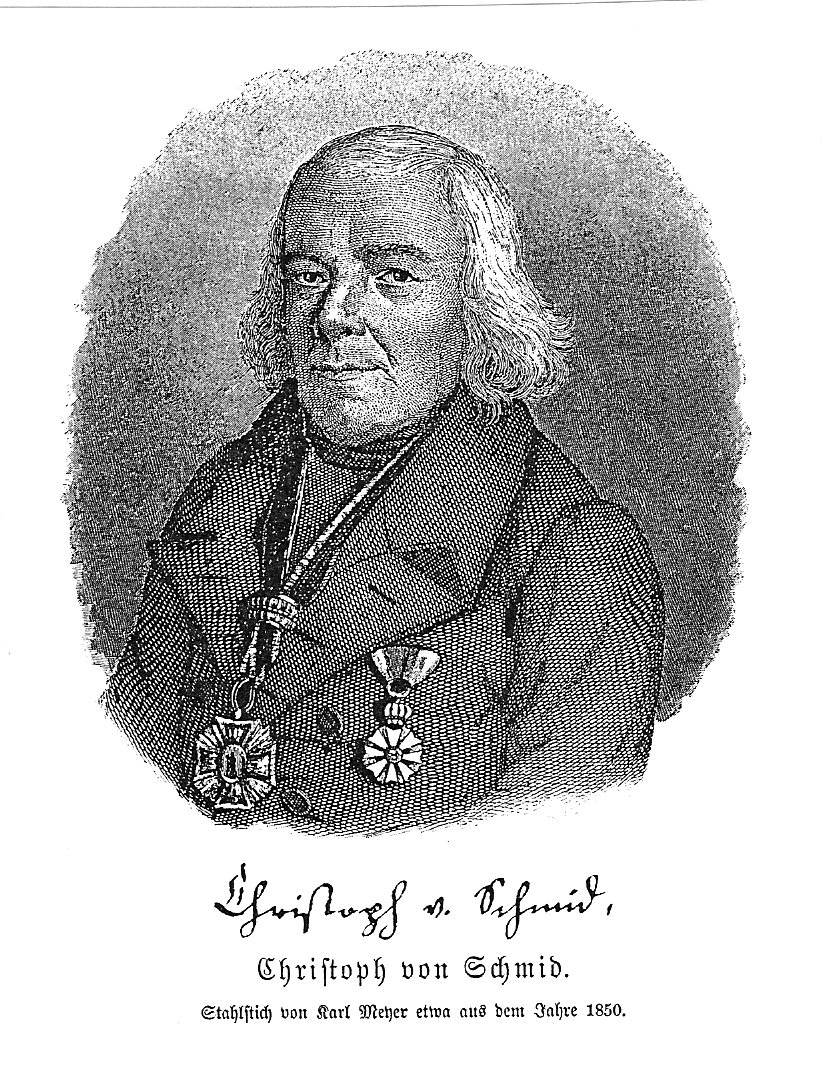
Christoph von Schmid ca. 1850

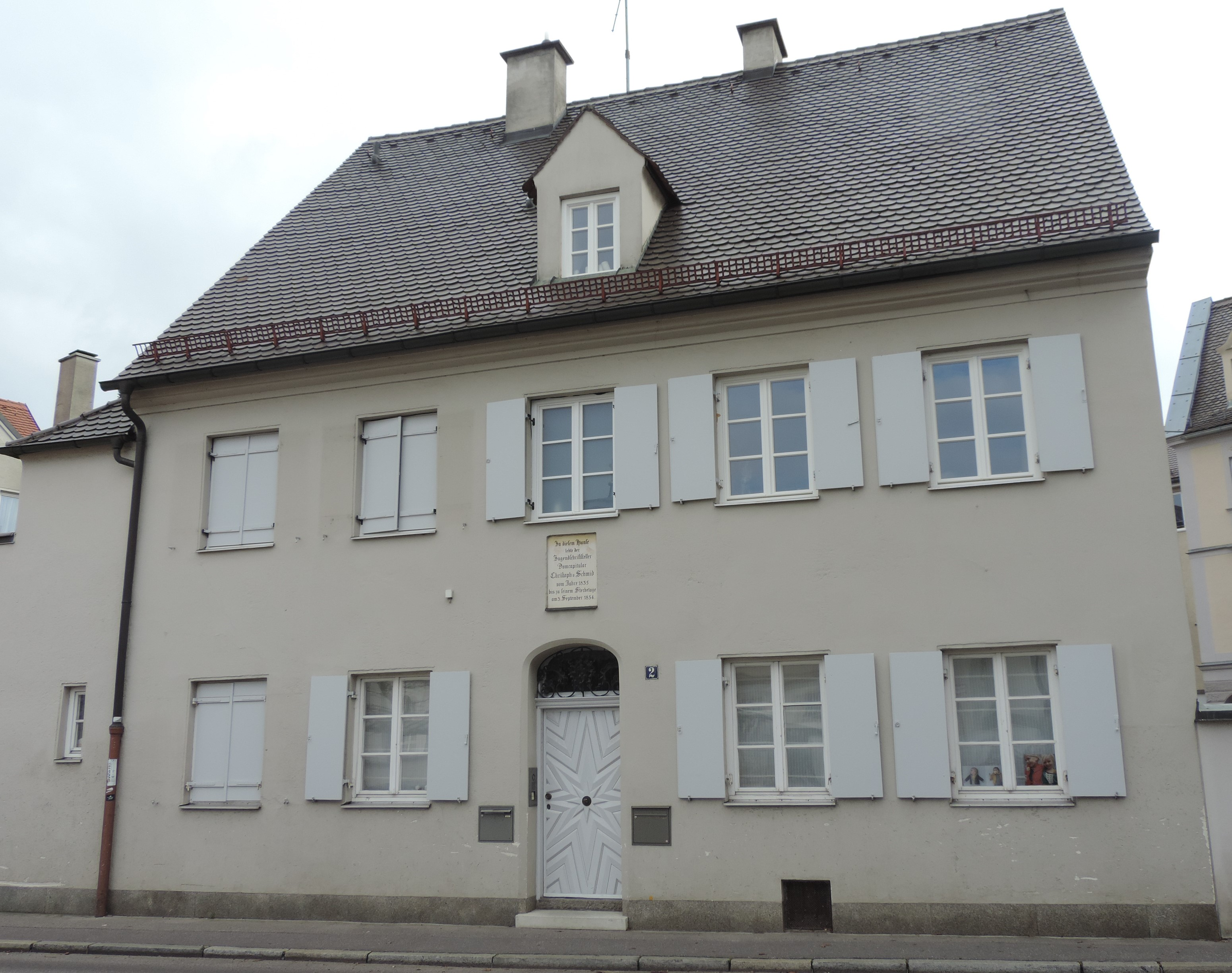
Wohnhaus von Christoph von Schmid in Augsburg (mit Erinnerungstafel über der Haustüre)

Johann Nepomuk Christoph Friedrich Schmid, ab 1837 von Schmid, (* 15. August 1768 in Dinkelsbühl; † 3. September 1854 in Augsburg) war ein römisch-katholischer Priester, Schriftsteller und Dichter von Kirchenliedern. Er gilt als der erfolgreichste Jugendbuchautor seiner Zeit. Zu seinen auch heute noch bekannten Liedern gehört das weltweit verbreitete Weihnachtslied Ihr Kinderlein, kommet. Grundlegend für sein späteres Werk wurde seine Naturverbundenheit und seine tiefe Religiosität, deren Wurzeln bereits in seinem Elternhaus lagen.

## Leben
Christoph Schmid entstammte einer Beamtenfamilie, die in den Diensten des Deutschen Ordens stand. Seine Eltern waren Friedrich Schmid und seine Frau Theresia geb. Hartel. In Dinkelsbühl, wo er im Haus Klostergasse 19 als ältestes von neun Kindern geboren wurde, besuchte er die Volksschule, dann bekam er Privatunterricht im Kloster, besuchte zwei Jahre die katholische Lateinschule und wechselte 1783 in die Sexta des Gymnasiums Dillingen. Nach der Reifeprüfung entwickelte er als Hauslehrer einer begüterten Familie sein pädagogisches und erzählerisches Talent.
Christoph Schmid war durch die Frömmigkeit seines Vaters und seine religiöse Erziehung geprägt. So entschied er sich für den Beruf eines Geistlichen und immatrikulierte sich an der bischöflichen Universität in Dillingen, wo er zunächst ab 1785 zwei Jahre lang Philosophie und anschließend vier Jahre Theologie studierte. Hier übte vor allem der Professor Johann Michael Sailer einen bedeutenden Einfluss auf ihn aus. Zwischen beiden entwickelte sich eine langjährige Freundschaft. Christoph von Schmid darf als Vollender der katechetischen Theorie Johann Michael Sailers betrachtet werden, da er in der Theologie seiner Erzählungen, in der Konzeption seiner Katechismen und auch in den offiziellen Papieren als verantwortlicher Domkapitular für das Schulwesen der Diözese Augsburg unmittelbar aus der Pastoraltheologie seines Dillinger Hochschullehrers schöpfte. Schon 1791 nannte Sailer seinen Schüler „die Krone meiner Bemühungen“. In dieser Zeit war er mit dem Sailerschüler Johann Heinrich Brockmann befreundet.
1791 empfing Christoph Schmid die Priesterweihe und begann seine kirchliche Tätigkeit als Pfarrvikar im heutigen Mindelheimer Stadtteil Nassenbeuren, wo er wohl das Gedicht „Ihr Kinderlein, kommet“ niederschrieb. 1795 folgte er einem Ruf als Kaplan in Seeg. 1796 trat er 28-jährig in Thannhausen eine Stelle als Benefiziat und Schuldirektor an. In diese Zeit fiel auch ein Besuch der Inquisitionsbehörde (Sommer 1799), die ihn als Mitglied der Allgäuer Erweckungsbewegung verdächtigte. Schmid wurde jedoch durch den Augsburger Generalvikar Nigg voll rehabilitiert. Ab 1806 wirkte er in Thannhausen als Distriktsschulinspektor für die Ortschaften des Landgerichts Ursberg und Edelstetten. Spätere Berufungen an die Universitäten Heidelberg, Dillingen, Landshut und Tübingen lehnte er ab.
Erst 1816 wurde Christoph Schmid Pfarrer an St. Martinus in Oberstadion bei Ehingen, wo er bis 1827 wirkte. 1817 wurde er von Regierung und Klerus zum ersten Bischof von Rottenburg vorgeschlagen, erhielt dieses Amt jedoch nicht. 1827 wurde er auf Empfehlung Johann Michael Sailers Domkapitular in Augsburg und 1832 königlicher Kreisscholarch (Verwalter des Schulwesens) für Schwaben und Neuburg.
Der bayerische König Ludwig I. erhob ihn 1837 als Ritter des Verdienstordens der Bayerischen Krone in den persönlichen Adelsstand. Im Alter empfing Christoph von Schmid zahlreiche Ehrungen. Sein 80. Geburtstag war ein öffentlicher Feiertag in Augsburg, und im selben Jahr verlieh ihm die Universität Prag die Würde eines Doktors der Theologie.
Am 3. September 1854 fiel Christoph von Schmid 86-jährig der in Augsburg wütenden Cholera zum Opfer. Seine Beerdigung fand am 5. September statt, die Trauerfeier folgte am 7. September im Augsburger Dom.

## Werke (Auswahl)
Kinder- und Jugendschriften

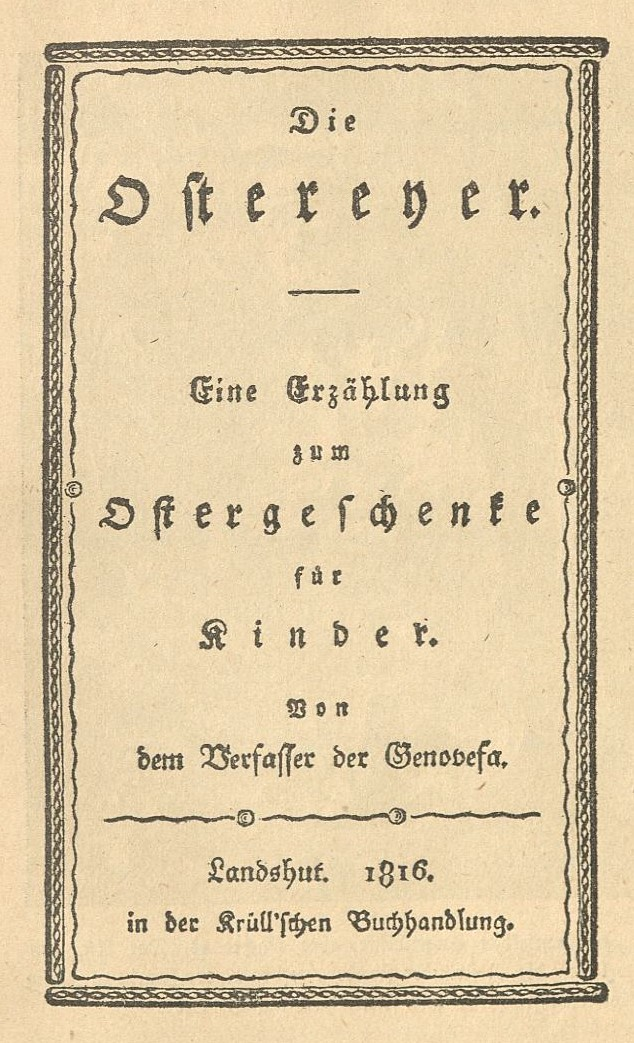
Die Ostereyer 1816

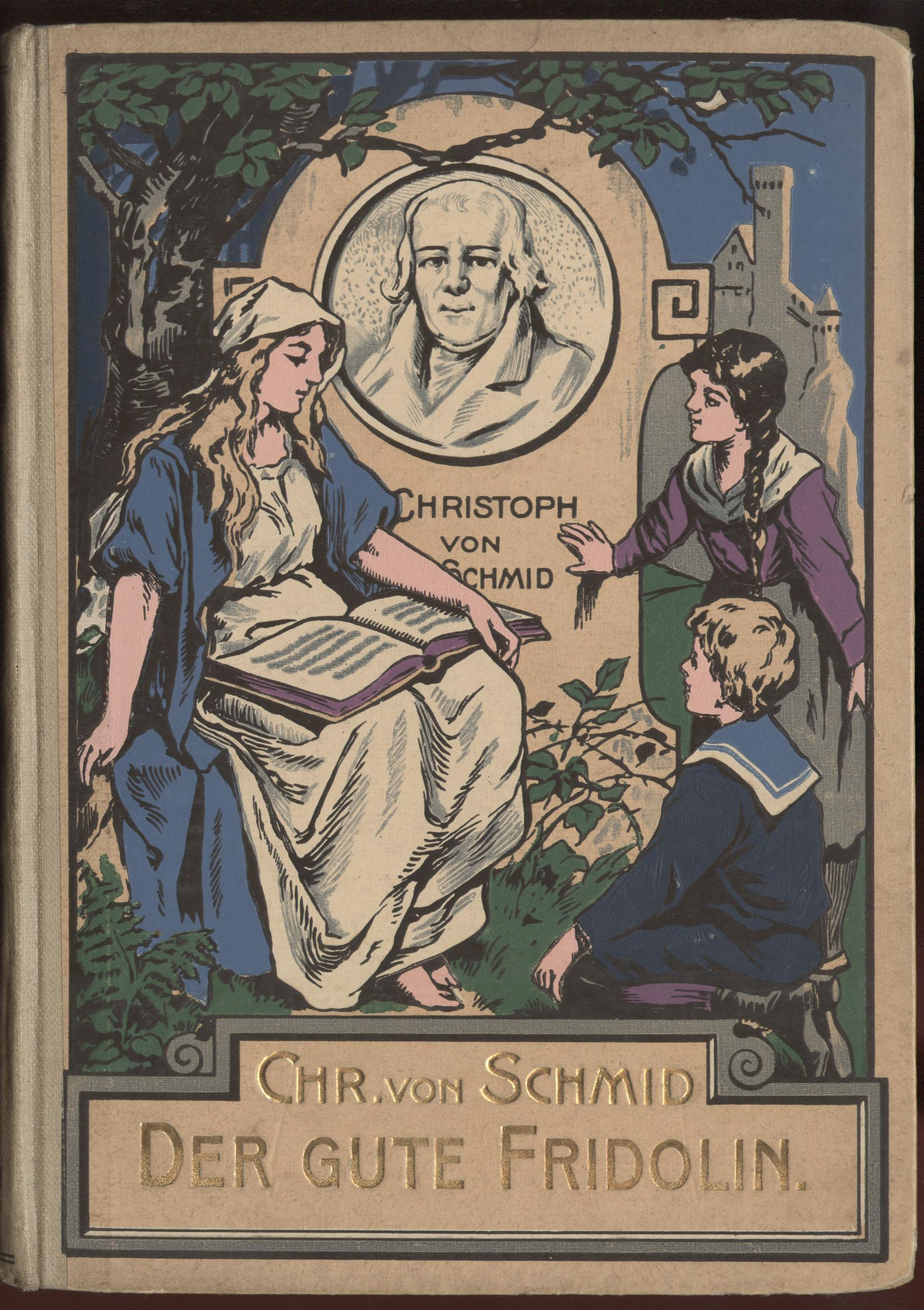
Bucheinband um 1910

- Biblische Geschichte für Kinder, 1801–1807.
- Genovefa. Eine der schönsten und rührendsten Geschichten des Alterthums, neuerzählt für alle guten Menschen, besonders für Mütter und Kinder, Veith&Rieger, Augsburg 1810 (Digitalisat).
- Die Ostereyer. Eine Erzählung zum Ostergeschenke für Kinder, Krüll, Landshut 1816 (Digitalisat der 2. Aufl. 1818).
- Wie Heinrich von Eichenfels zur Erkenntniß Gottes kam. Eine Erzählung für Kinder und Kinderfreunde, Greis, Steyr 1817 (Digitalisat der Ausg. 1824).
- Blüthen, dem blühenden Alter gewidmet, Manz, Regensburg/Landshut (Zuerst 1818) 1836 (Digitalisat der 3. Aufl. 1836).
- Das Blumenkörbchen. Eine Erzählung, Krüll, Landsberg 1823 (Digitalisat).
- Rosa von Tannenburg. Eine Geschichte des Alterthums für Aeltern und Kinder, Veith&Rieger, Augsburg 1823 (Digitalisat).
- Rosa von Tannenberg. Die Geschichte von einem heldenhaften Ritterfräulein, (Neubearbeitet und hrsg. von Wolfram Gramowski), Verlag Kolibri, Wuppertal 1956.
- Lehrreiche kleine Erzählungen für Kinder, 1824–1827.
- Der Weihnachtsabend. Eine Erzählung zum Weihnachtsgeschenke für Kinder, Krüll, Landshut 1825 (Digitalisat).
- Das hölzerne Kreuz. Eine neue Erzählung. Für die liebe Jugend besonders abgedruckt aus Hönighaus Palmblättern, Rösl, Augsburg 1826 (Digitalisat).
- Eustachius. Eine Geschichte der christlichen Vorzeit, neu erzählt für die Christen unserer Zeit, Kobrtsch, Eger (Zuerst 1828) 1829 (Digitalisat der Ausg. 1829).
- Der gute Fridolin und der böse Dietrich. Eine lehrreiche Geschichte für Aeltern und Kinder, Wolff, Augsburg 1830 (Digitalisat).
- Die kleine Lautenspielerin. Ein Schauspiel für Kinder und Kinderfreunde, Wolff, Augsburg 1832 (Digitalisat).
- Kleine Schauspiele für Familienkreise, Wolff, Augsburg 1833 (Digitalisat Band 1), (Band 2), (Band 3).
- Gesammelte Schriften von letzter Hand (24 Bände) 1841–1846.[5]
- 1854: Jesus am Oelberge[6] wurde in Musik gesetzt durch den Komponisten Donat Müller (1804–1879)[7]
- Das Gottbüchlein (Kein Exemplar nachweisbar)

Autobiografie
- 1853–1857: Erinnerungen aus meinem Leben, 4 Bände (online – Internet Archive)

Gesangbücher
- Christliche Gesänge zur öffentlichen Gottesverehrung, Reiner, Thannhausen und Brönner, Dillingen 1807.
  - 2. [erweiterte] Auflage: Veith und Rieger, Augsburg 1811. Nachdruck: Wolffi, Augsburg 1833.
  - dazu Melodien von Franz Bühler: 5 Hefte. Böhm, Augsburg o. J. [1820], digitale-sammlungen.de.
  - 3. verbesserte und vermehrte Auflage: Wolffi, Augsburg 1839.

Darin enthaltene Kirchenlieder:
- 1807: Beim letzten Abendmahle (Melodie: Christus, der ist mein Leben, Melchior Vulpius 1609)
- 1808/10: Ihr Kinderlein, kommet (1811 veröffentlicht)
- 1811: Am Pfingstfest um die dritte Stunde

Oratorien
- Caecilia oder Die Feyer der Tonkunst (vertont von Georg Valentin Röder)

## Würdigungen

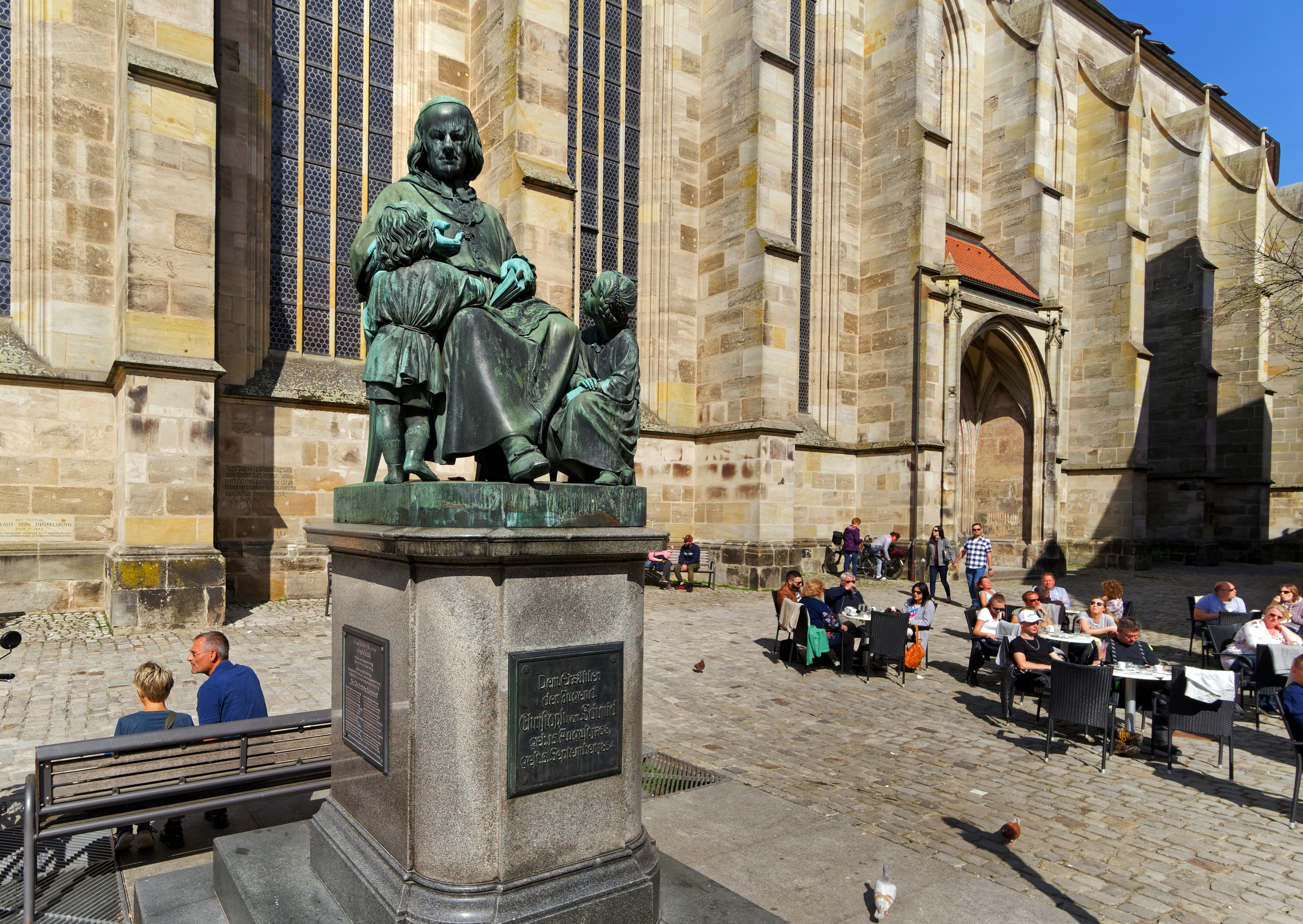
Denkmal von Max von Widnmann vor dem Dinkelsbühler Münster St. Georg

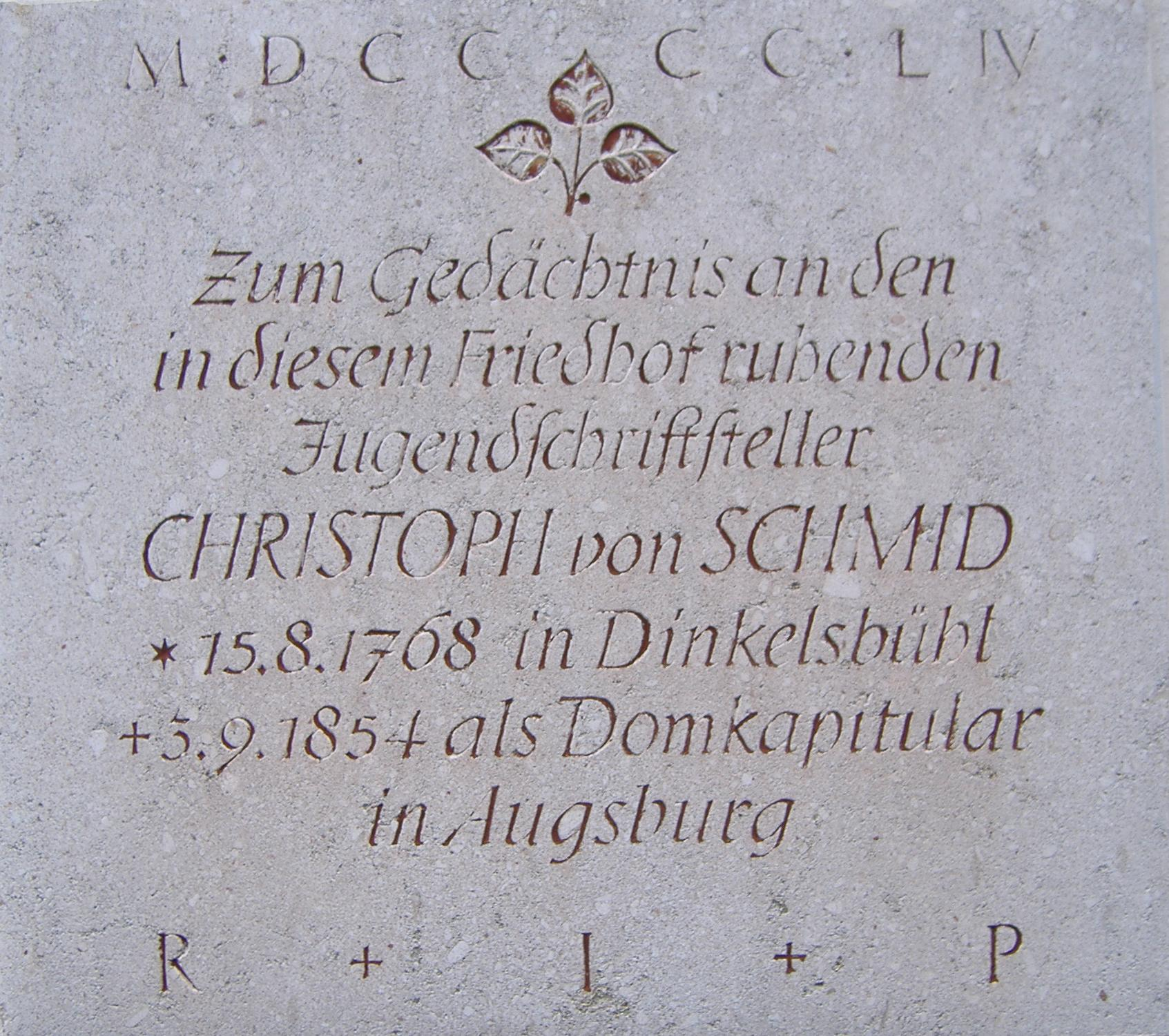
Gedächtnistafel an der Kirche St. Michael, Katholischer Friedhof an der Hermanstraße in Augsburg

Sowohl seine Heimatstadt Dinkelsbühl als auch Thannhausen und Seeg würdigen den Seelsorger und Jugendschriftsteller mit einem Denkmal; daneben tragen die Realschule Thannhausen, die Grundschulen von Dinkelsbühl und Seeg sowie die Grund- und Hauptschule Oberstadion seinen Namen. Im Oberstadioner historischen Rathaus ist eine Christoph-von-Schmid-Gedenkstätte eingerichtet. In Dillingen, wo Schmid zur Schule ging, Augsburg und Nassenbeuren bei Mindelheim sind Straßen nach ihm benannt, an der Pfarrei Nassenbeuren ist eine Gedenktafel angebracht. Auch in Dinkelsbühl trägt eine Gasse in der Altstadt Schmids Namen, ebenso eine Eiche am Schießwasen. In Eurasburg bei Augsburg pflanzte der mit Schmid befreundete Pfarrer Franz Anton Haindl auf der Kante des ehemaligen Burgstalls eine heute noch lebende Christoph-von-Schmid-Linde und errichtete daneben ein kleines gemauertes Denkmal. Dieses trägt die Inschrift:
Sprich der Freunde Huldigungen

Dem Gefeierten wie heut

Wenn Jahrhunderte verklungen

Du o Linde, Ihm geweiht.

Christoph von Schmidt

Dem edeln Freund der Jugend

Dem Lehrer hoher Tugend.

5. Mai 1834
Seine Erzählungen wurden in mehrere Sprachen übersetzt. Im Slowenischen wurde „christophschmidsche Erzählung“ (krištofšmidovska povest) zum literaturgeschichtlichen Terminus. Gottfried Keller erwähnt einige der hübschen Geschichten von Christoph Schmid und dessen kleine Erzählung mit den artigen Spruchversen am Ende in seiner Novelle Die drei gerechten Kammmacher.
Anlässlich des 250. Geburtstages von Christoph von Schmid würdigten die Augsburger Domsingknaben den Autor und Augsburger Domkapitular mit einem neuen Arrangement seines weltbekannten Weihnachtsliedes „Ihr Kinderlein kommet“.